# Mikkel Nørgaard
Mikkel Søncksen Nørgaard (født 23. januar 1974) er en dansk instruktør, uddannet fra Den Danske Filmskoles instruktørlinje i 2001. Han har været instruktør på flere danske serier. Her kan bl.a. nævnes: Klovn, Anna Pihl, Langt fra Las Vegas og Live fra Bremen. Af film kan nævnes Klovn - The Movie. Derudover er han instruktør på de to film i filmatiseringerne af Jussi Adler-Olsens bestseller-krimi-række Afdeling Q: Kvinden i Buret og Fasandræberne.
Mikkel Nørgaard har desuden været med til at lave Kongekabale og Ørnens øje, ligesom han har stået for en adskillige udsendelser der går bag om både Klovn og Langt fra Las Vegas.